# Cajón (percusión)
El cajón, conocido también como cajón peruano o cajón flamenco según su enfoque de fabricación, es un instrumento musical de origen peruano, teniéndose datos documentados de su existencia en el Perú desde mediados del siglo XIX. El cajón fue reconocido oficialmente en el Perú como «Patrimonio Cultural de la Nación» el año 2001. Es uno de los pocos instrumentos musicales donde el artista se sienta sobre él y este transmite el ritmo al cuerpo del cajonero. El 1 de noviembre del 2014, la Organización de Estados Americanos declaró al cajón peruano como “instrumento del Perú para las Américas” y reconoció el aporte de la música peruana al acervo cultural de América.
A fines del siglo XX el cajón peruano fue adoptado en España para dotar de un instrumento de percusión como tal a la música flamenca, gracias al trabajo de Paco de Lucía que observó este instrumento en Perú durante una velada en 1977 y donde consideró que el sonido que producía se asemejaba a la planta y el tacón del bailaor, por lo que le pareció apropiado incorporarlo. A su llegada a España se extendió masivamente en la música flamenca y se le comenzó a llamar "cajón flamenco", lo que generó controversia en Perú.

## Características
El instrumento es construido usualmente de placas de madera para los costados y partes superiores e inferiores, y para la cara donde se percute se usa una placa de triplay (contrachapado). Los cajones en el Perú se hacían de madera de tornillo, cedro o caoba, y luego de mohena y requia. 
Dimensiones:
Altura aproximadamente 48 a 50 centímetros (19 a 20 pulgadas), Ancho alrededor de 30 a 35 centímetros (12 a 14 pulgadas) y Profundidad aproximadamente 30 a 35 centímetros (12 a 14 pulgadas).
El músico se sienta a horcajadas sobre el cajón, quedando este último entre sus rodillas. El cajón moderno tiene tres tornillos que permiten ajustar el tono.
El percusionista puede conseguir sonidos adicionales utilizando sus palmas o las puntas de los dedos para tocar el cajón. Muchas veces se enriquece el tono del cajón añadiendo pequeños objetos metálicos en su interior. Por ejemplo, en España suele incluir en su interior tres o cuatro cuerdas metálicas para añadir resonancia.

## Historia

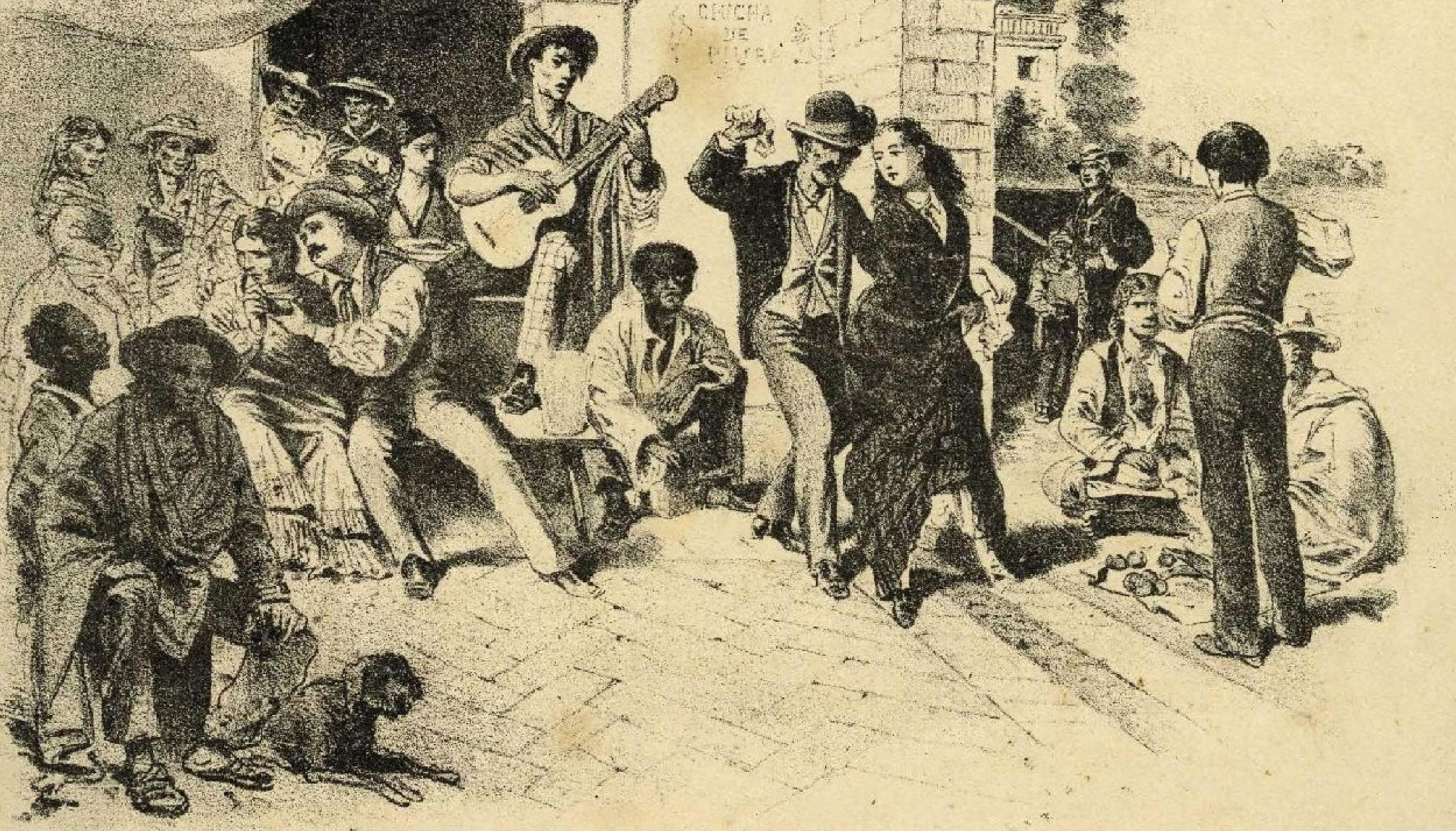
Grabado del Album Sud Americano de Claudio Rebagliati (1870). En el centro se aprecia a un afroperuano tocando el cajón.

Fue creado por africanos llevados como esclavos al Perú desde la época del Virreinato y durante las primeras tres décadas de la república, hasta la abolición de la esclavitud a finales de 1854. El uso de los tambores fue prohibido por la Iglesia católica por considerarlos paganos con el fin de evitar la comunicación a distancia entre negros (tambores parlantes), un tipo de canción negra que mostraba en lamentos sus condiciones de esclavo: todo tambor hallado, fue quemado.
Hacia 1850 aparecen las primeras referencias al cajón como instrumento musical. Los afroperuanos son la conjunción de etnias africanas (bene, yoruba, bantú, congo, etc), que llegaron a América en condición de esclavos. Las poblaciones afroperuanas hasta el siglo XIX, fueron mayoritarias en toda la costa y por ende influyeron poderosamente en ella, hasta 1890, en que la población afroperuana comienza a decrecer.
Siendo la percusión el factor principal y divino de toda música africana, los esclavos negros se vieron obligados a buscar instrumentos, con los que pudieran expresarse. Los africanos esclavos vieron pronto en los cajones de madera, usados para transportar mercadería, un gran instrumento de percusión, empleándolos así en sus ritos sagrados y en sus diferentes manifestaciones artísticas. Ante la prohibición emitida el siglo XVII de usar el tambor, usaron cualquier elemento para producir sonido como las cucharas de madera, las sillas, las mesas, las cajitas de limosnas o el checo (una calabaza hueca de unos 60 centímetros de diámetro, con un orificio en la parte posterior)
Se cuenta con descripciones sobre el cajón y su ejecución en el Perú desde mediados del siglo XIX por Manuel Atanasio Fuentes, Adolphe de Botmilieau, y Max Radiguet, entre otros. A inicios del siglo XX se impuso la forma actual del cajón ("cajón vertical") sobre el "cajón horizontal" en el Perú y desapareció la costumbre de algunos ejecutores de sentarse en una silla. Y hasta ahora es un instrumento importante para el Perú.

### Música criolla peruana

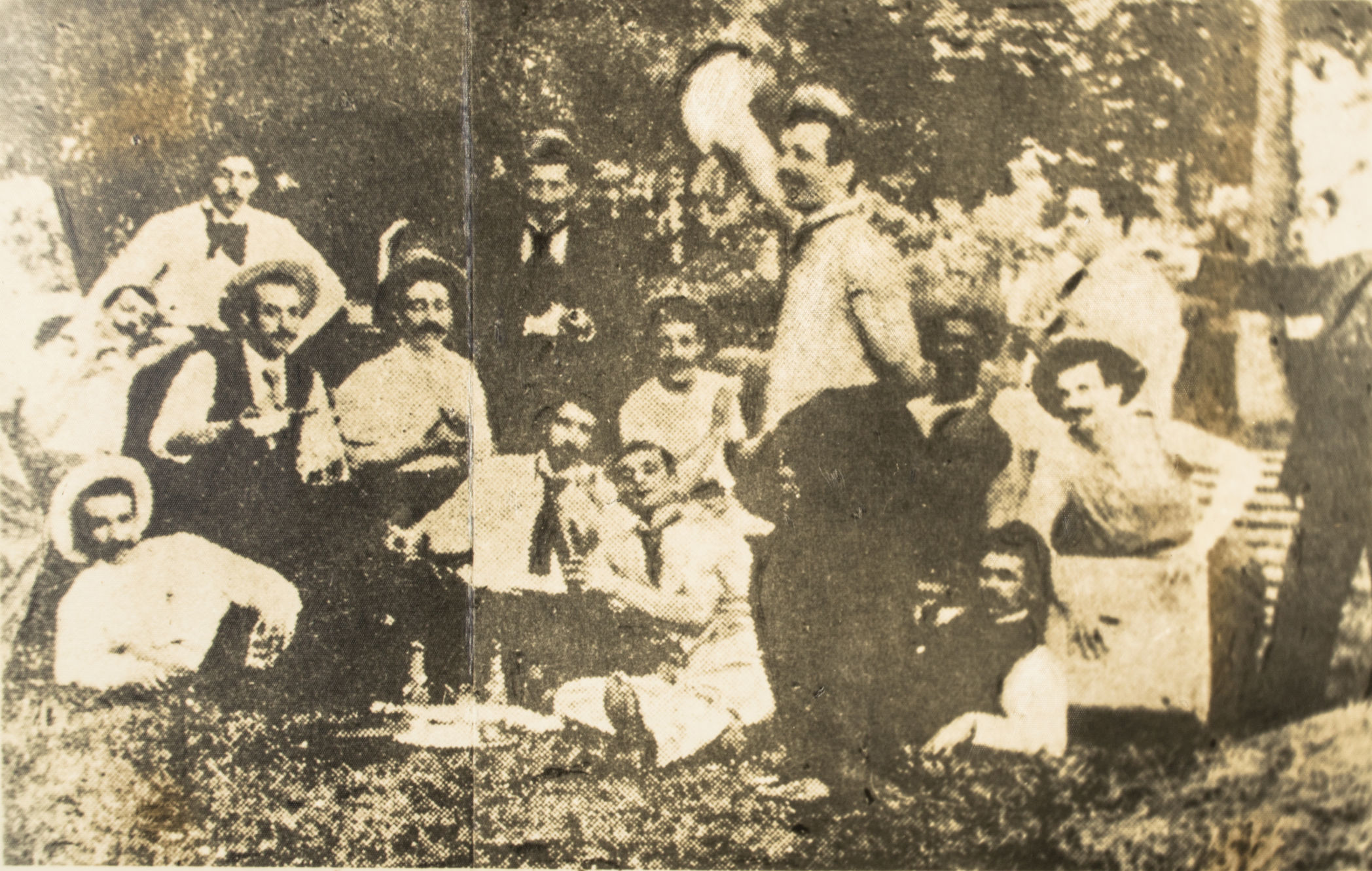
Grupo de música La Palizada, referente de la bohemia limeña de fines de. A la derecha, un cajonero.

En su origen, el cajón se utiliza en danzas costeñas como la zamacueca y el tondero, bailes originarios de la costa centro y norte del Perú. El uso de este instrumento fue popularizado con estos bailes, no mucho después de la fiesta limeña de la época virreinal, denominada “Fiesta de Amancaes"
. Esta fiesta se caracterizaba por reunir a todos los hacendados criadores de caballos de paso, artesanos típicos de todas las regiones del Perú y por supuesto, músicos bohemios de la costa norte y centro.
Dicen los cronistas de la época que en los bares o “chinganas” de la Lima del siglo XVII, se tocaba una especie de ritmo gitano primitivo parecido a la bulería flamenca, golpeando los nudillos de los dedos contra las mesas; incluía voces discordantes “aguardientosas” (pisqueras o clarito) y acompañados por dos guitarristas.
Años después, entrando al siglo XVIII, la zamacueca se tocaba con palmas y haciendo ritmo con los “cajones de la casa” o también con “cajas de embalaje” o reemplazando las botijas primitivas hechas de piel de cabra. Anteriormente existían varios tipos de cajones para acompañar las jaranas. Hace no mucho  por ejemplo, se conservaba el estilo norteño, caracterizado por ser un cajón más largo y echado que el actual cajón peruano moderno.
Durante el siglo XIX se conocían a arpistas que tocaban la zamacueca haciendo nuevamente como en la bulería, repiques de palma y nudillo sobre la mesa de estas arpas o volteando las guitarras. El golpeo de las arpas es muy común en la zona norteña hasta hoy.

### Música afroperuana
Los negros esclavos usaban los cajones en los que transportaban la mercadería, sus descendientes ya libres, emplearon el mismo sistema, usaban todo aquello que le diera aquel repique, con ritmo de rebeldía. Los cajoneros obtienen diferentes sonidos de repique tocando en diferentes lados del cajón: las puntas del cajón tienen un sonido, la parte del centro otro, el filo superior, e inclusive desclavando una de las puntas superiores del cajón se obtiene otro sonido. En el siglo XIX el cajón carecía de forma definida pero Porfirio Vásquez, un negro cultor de la música afroperuana, estandarizó su forma actual. Ritmos afroperuanos que emplean el cajón son el festejo, el aguenieve, el panalivio y aquellos sonidos de corte dulce-alegre netamente afroperuanos.
El festejo es la danza afroperuana más antigua, más africana y más representativa que tiene el pueblo negro peruano. El festejo tradicional se baila en los hogares, en las calles de los pueblos costeños, sobre todo en Cañete, Chincha, Pisco, Ica y Nazca, donde se ejecuta sólo al ritmo de los cajones, tal como lo bailaban las antiguas negras esclavas.

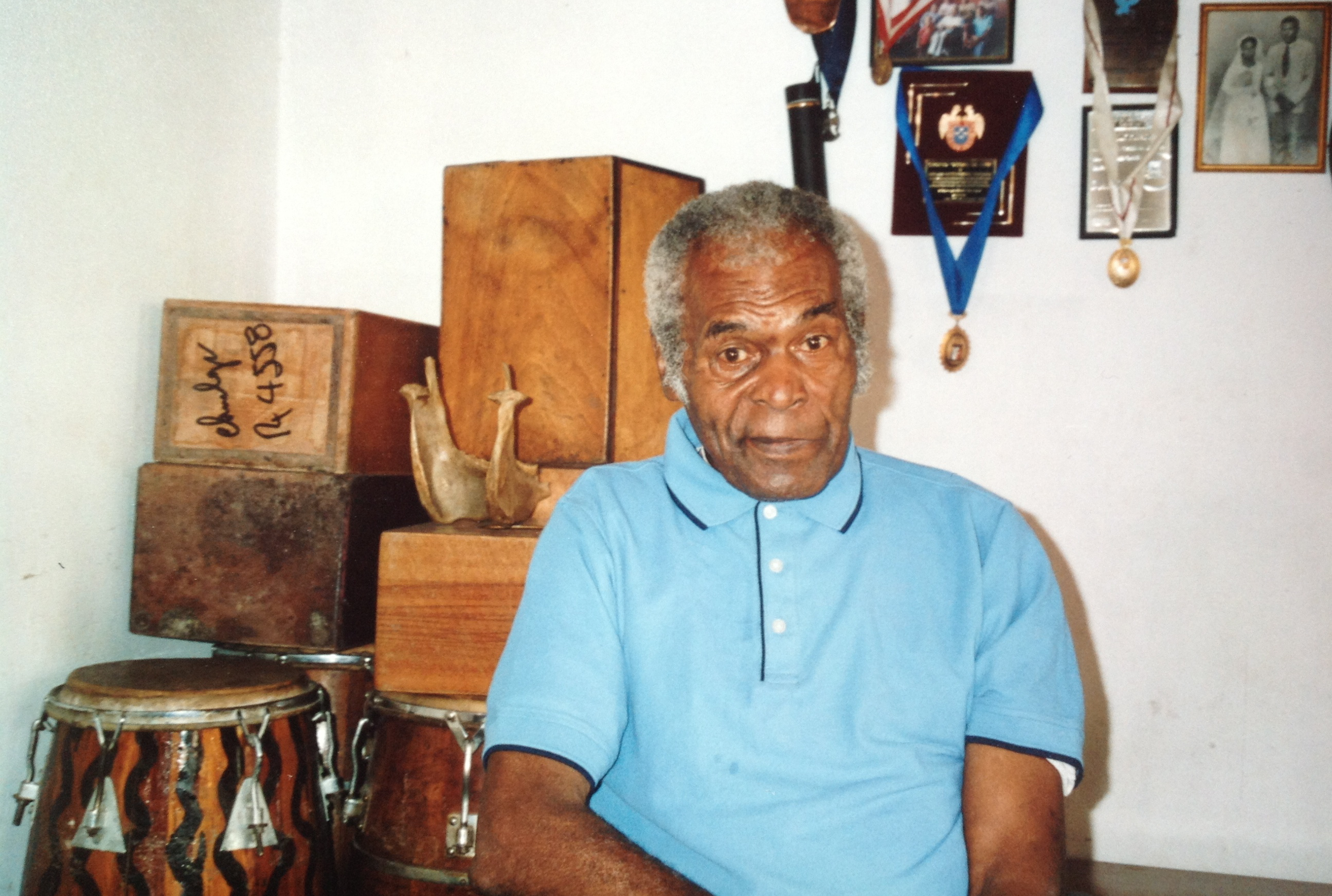
Amador Ballumbrosio delante de varios instrumentos de percusión que se utilizan en la música afroperuana, entre ellos varios cajones.

La zamacueca es otra de las danzas típicas afroperuanas, que nace de otra danza más antigua, denominada "ombligada" en que se representaba la sexualidad; hombre y mujer bailaban en clara alusión a la fertilidad. Nicomedes Santa Cruz cita a esta danza como una de las fuentes originarias de la zamacueca, observando similitudes con las danzas de iniciación sexual de otros países como Cuba o Brasil, donde se practicaba el “vacunao”.
El tondero es una danza que nació de la competencia entre los indígenas y los negros del norte por demostrar quién practicaba y poseía la danza más bella; los indígenas con su “pava” o los negros con su “lundero”. El tondero viene de la voz lundero, que habría sido aplicada para nominar a los que tocaban o practicaban el “lundu” (palabra de origen bantú, que significa “sucesor”).
Cajoneros reconocidos son Francisco Monserrate, Víctor Arciniegas, Carlos "Caitro" Soto (el cajonero de Chabuca Granda), Eusebio Cirio "Pititi", Porfirio Vásquez, Alberto Vásquez, Julio "Chocolate" Algendones, Luis "Cotito" Medrano, Reynaldo "Canano" Barrenechea, entre otros.

### Migración a Europa: el cajón flamenco
La difusión internacional del cajón se debió a su adopción por parte de Paco de Lucía para el flamenco en 1977 tras una gira por Latinoamérica que incluyó el Perú:

Sucedió que durante una gira de Paco de Lucía por Latinoamérica hacia 1977, llegó a manos del percusionista de la banda un cajón en una fiesta organizada por el embajador español en Perú. Rubem Dantas lo incorporó a la música del sexteto del guitarrista que, como marcaba (y marca) la pauta, suponía incorporarlo directamente a la música del flamenco. Manuel Soler estuvo presente en el momento de la adopción, pues iba en el grupo como bailaor y hasta “tocando unos bonguitos”. Según comentó en una entrevista concedida a Flamenco-world.com en 1999, “el cajón era más sobrio para el flamenco” que otros instrumentos de percusión que ya se habían empleado como las congas, los bongos o la batería.
Silvia Calado, «Érase una vez... un nuevo instrumento», Flamenco-world.com, 2005.

Con la adopción del cajón peruano por parte de la comunidad de la música flamenca surgieron uno tras otro los percusionistas que encontraron en el nuevo instrumento la quintaesencia de la percusión dentro del flamenco contemporáneo:

Veinticinco años después de que Paco de Lucía lo importara de Perú, el cajón ocupa ya un hueco irreemplazable en el flamenco. La clave de tan natural integración es que “está a medio camino entre las palmas y el taconeo”. El instrumento se hizo a la música jonda al compás que marcó Rubem Dantas dentro del mítico sexteto. Al percusionista brasileño lo siguieron los músicos Antonio Carmona, José Antonio Galicia, Manuel Soler, Tino di Geraldo y Ramón Porrina. Y, poco a poco, se va afianzando una ‘segunda generación’ de cajoneros en la que destacan nombres como Piraña, Bandolero, Chaboli, Antonio Coronel, Cepillo, Guillermo McGill... Golpe a golpe, va limando los criticados excesos, encontrando su equilibrio y dirigiéndose a convertirse en la cuarta modalidad del flamenco.
Silvia Calado, «Entre la palma y el taconeo», Flamenco-world.com, 2005.

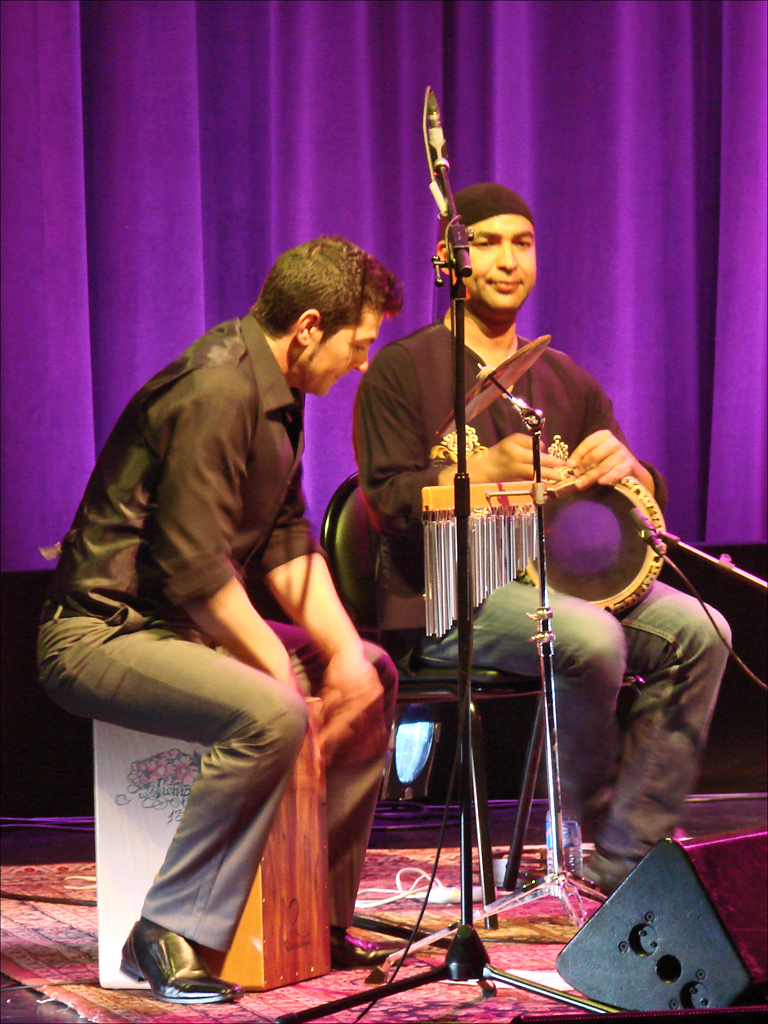
Cajonero flamenco.

La frase "cajón flamenco" se acuñó entonces a partir de la generalización del uso del cajón peruano dentro del flamenco, generalización que lo expuso a experimentar variaciones en su construcción. Quienes emplean la frase sostienen que las variaciones contemporáneas al cajón peruano introducidas por el flamenco, como el uso de cuerdas en el interior y el modo de fijación de la tapa acústica a la estructura de la caja, son suficiente razón para merecer la denominación. 
La difusión de la frase "cajón flamenco" o "cajón español" lleva a hacer suponer erradamente un origen ibérico de ese instrumento. El uso de las cuerdas dentro de la caja preceden la llevada del primer cajón a España. En la década de los años 1950’s, en Trujillo y Chiclayo se hizo esta variación con el cajón para aumentar su brillo o respuesta hacia los agudos, aunque no tuvo una gran acogida debido a que algunos cajoneros de la época lo consideraban “hacer trampa”. Conjuntos de música afroperuana en gira por Europa y artistas peruanos como la cantautora ganadora de Premios Grammy Susana Baca han precisado que la música afroperuana no usa el "cajón flamenco" si no que es exactamente lo opuesto.

## Variantes en la ejecución
Junto a la utilización normal, el cajón con el tiempo ha experimentado varias influencias en la manera de tocarse. Con su expansión a nivel mundial, no solamente los percusionistas sino también los bateristas se han acercado al uso de este instrumento. Esto ha permitido que el cajón se toque también con otros tipos de baquetas, sobre todo con brochas de metal y plástico, las mismas que se utilizan con la batería.
Otra manera de tocarlo es utilizando un simple pedal por batería, trasformando el cajón en percusión indirecta, esto permite de utilizarlo como un verdadero bombo a pedal, pero con la limitación de la posición tradicional. En febrero de 2008 el percusionista italiano Ovidio Venturoso inventó y patentó un sistema a pedal para tocar el cajón con las manos y con el pedal, manteniendo inalterada la posición tradicional.[cita requerida]

## Galería

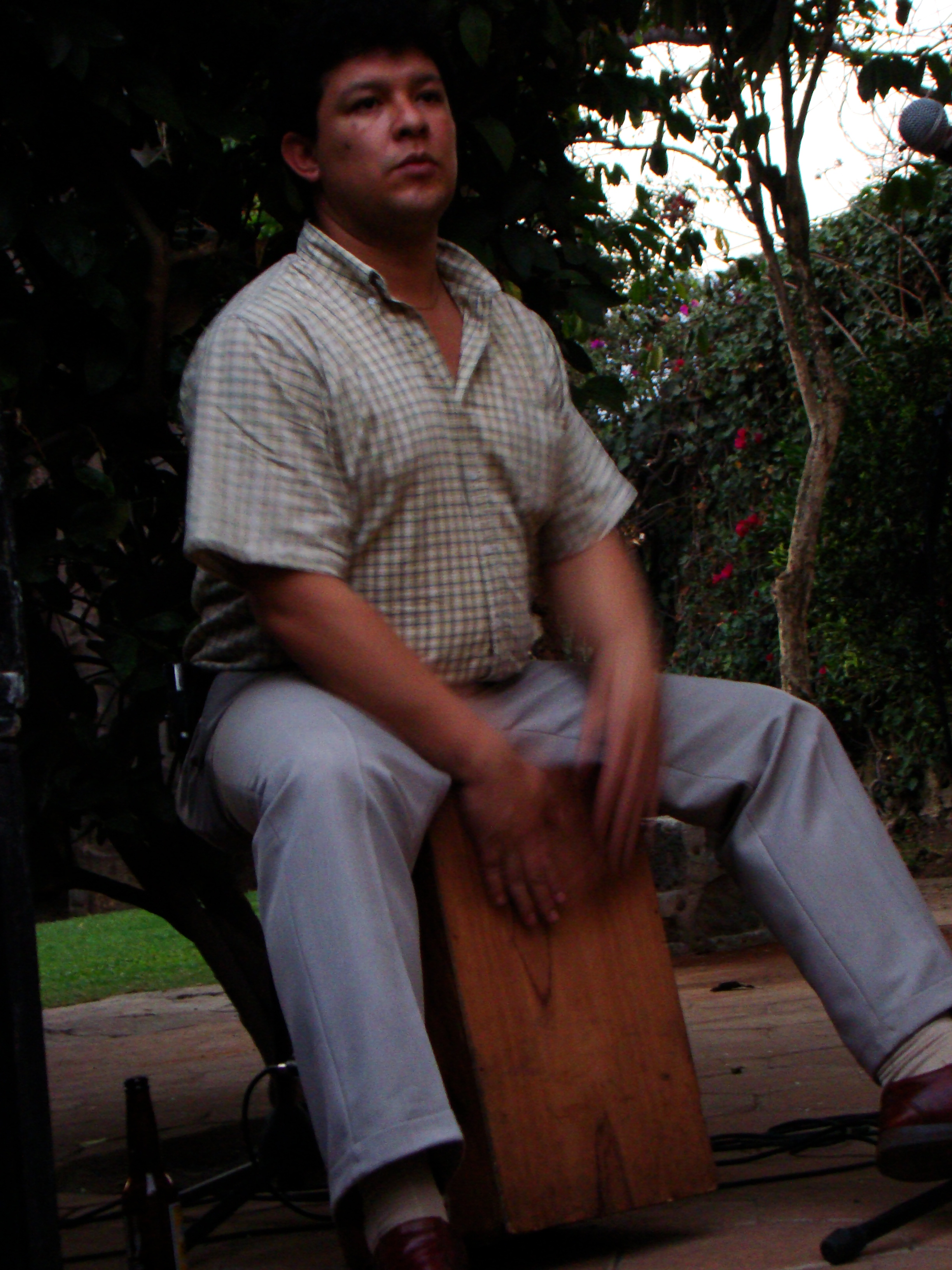
Cajonero peruano.
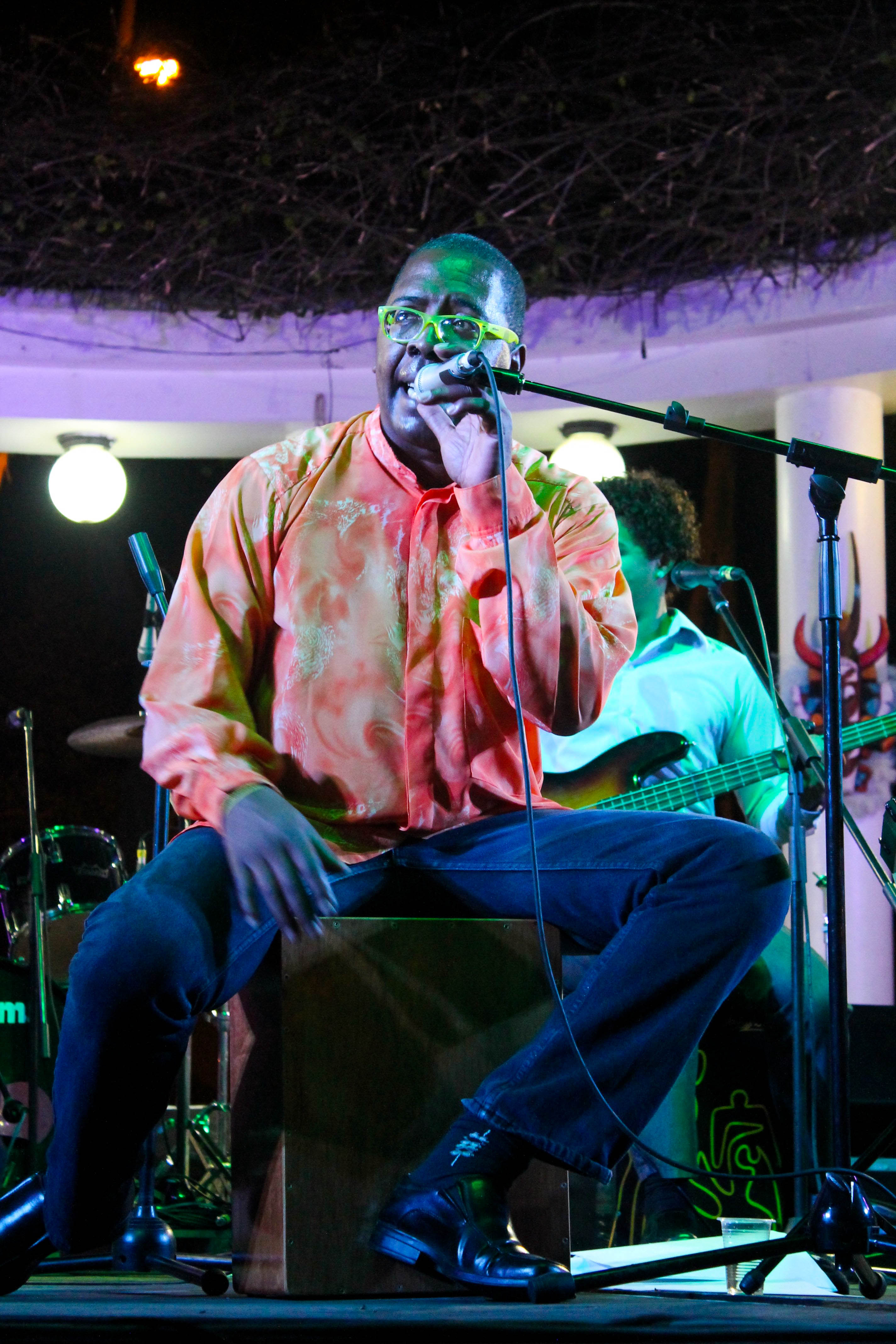
Cajonero afroperuano.
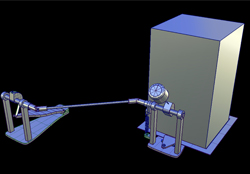
Pedal inventado por el italiano Ovidio Venturoso.
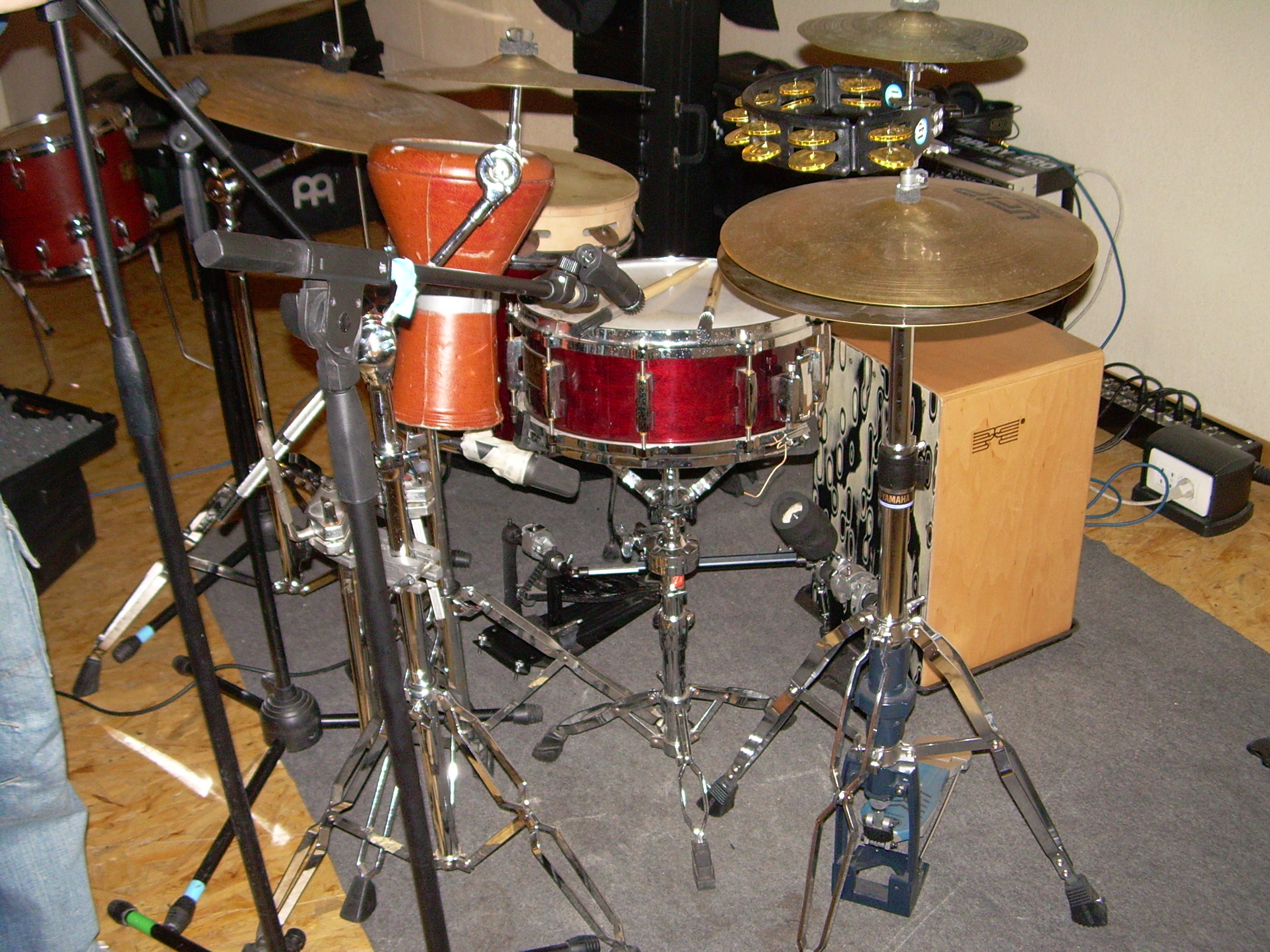
Utilización de un cajón en un set de batería.
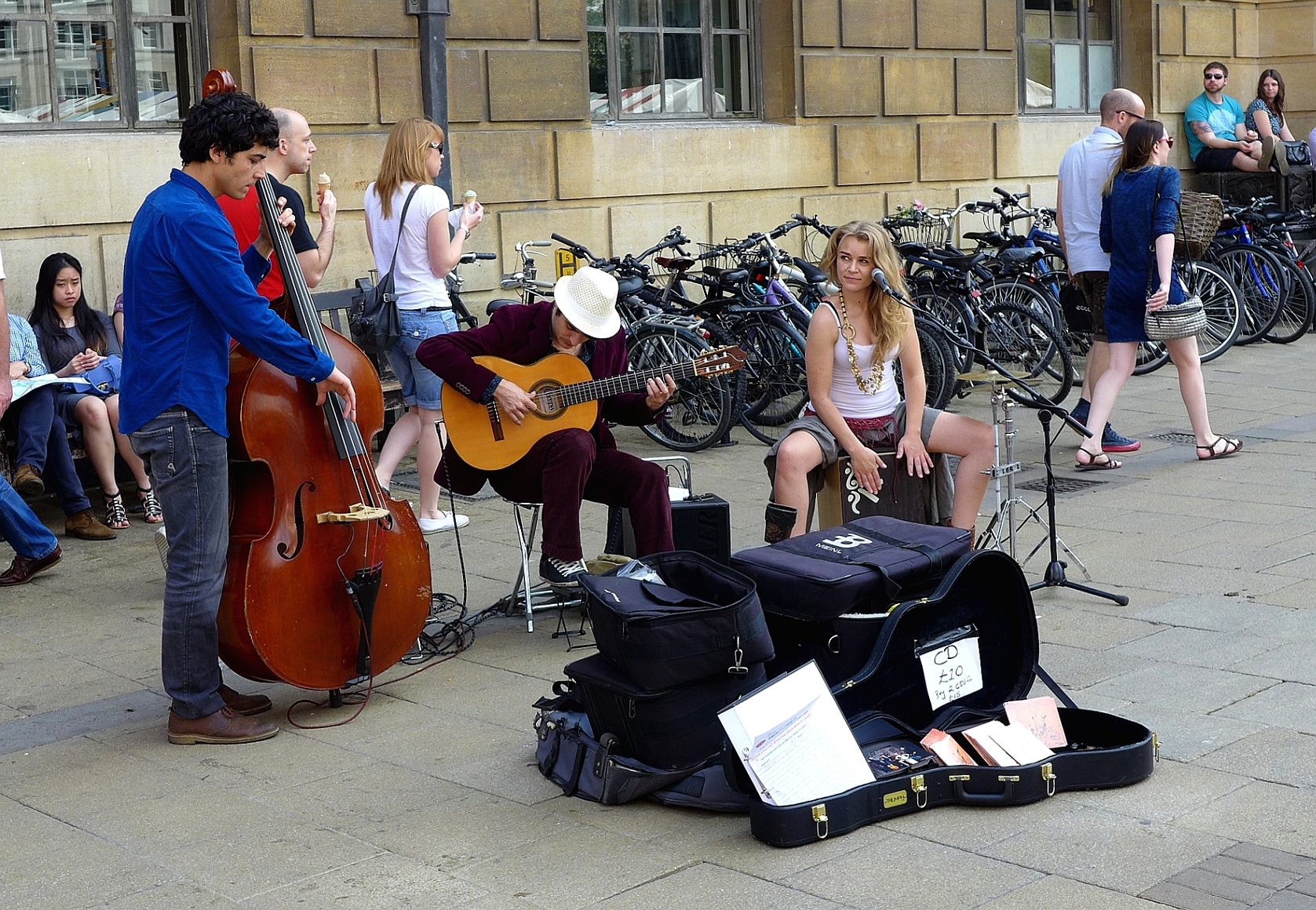
Conjunto de música callejera (un dúo de cuerdas y una cajonista).
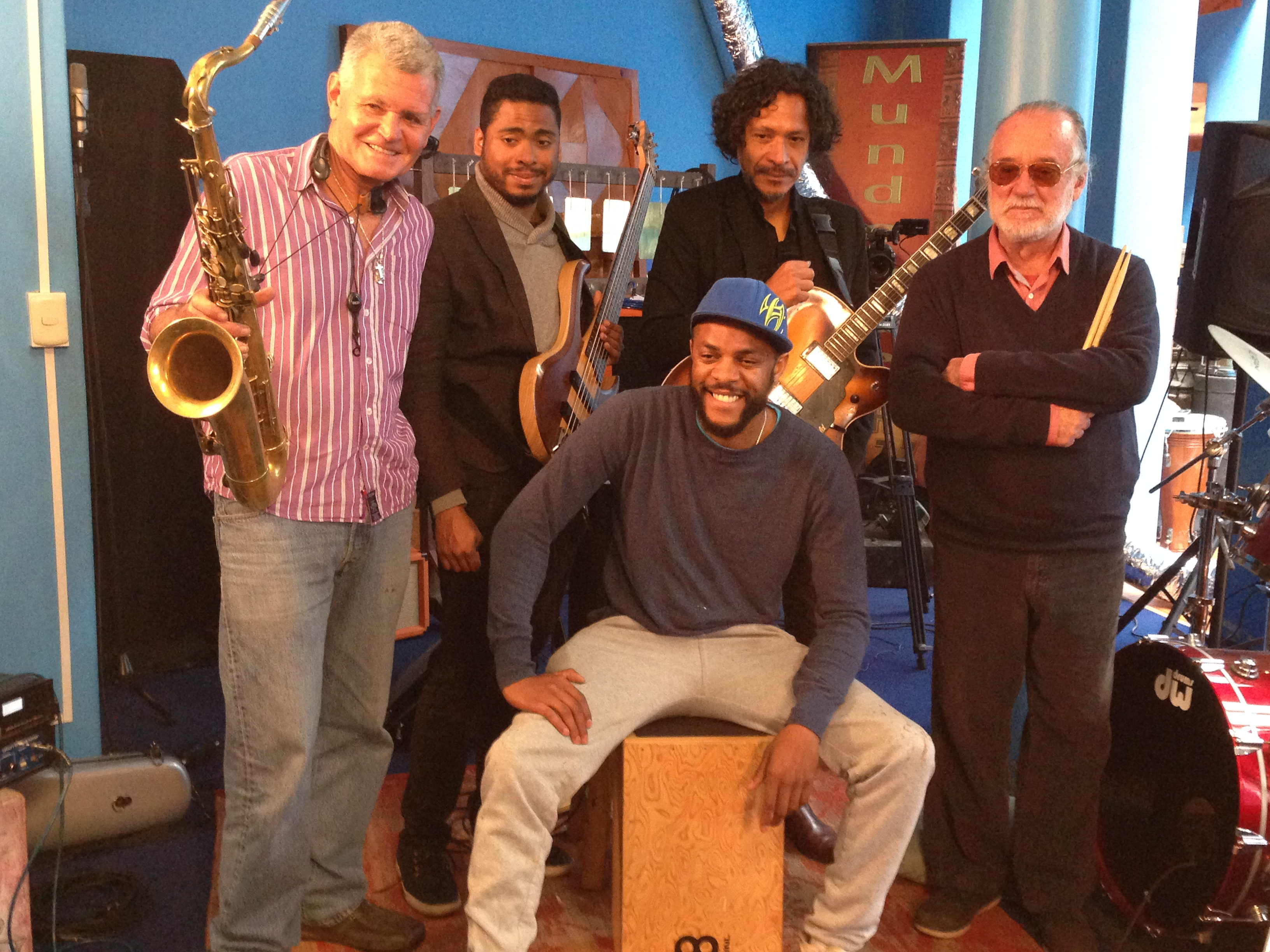
Conjunto de jazz.

### Vídeos
- Ejemplo de ejecución.
- Cajón peruano.
- Cajón flamenco.
- Uso del cajón en rock.
- Uso de escobillas.

## Récord Guinness
Rafael Santa Cruz organizó el «II Festival Internacional del Cajón Peruano», dónde se batió un  Récord Guiness por número de cajoneros tocando juntos. Más de 1000 cajoneros bajo la dirección del maestro Marco Oliveros, interpretaron su obra titulada "La Fiesta del Cajón", en homenaje a los cajoneros desaparecidos y al cajón como instrumento musical. Este evento ocurrió en Lima el 11 de abril de 2009.